# Tomar Control

## Tomar Control
Tomar Control es una banda peruana de hardcore punk, procedentes de Lima, Perú. Formada en el año 2014 y conformada únicamente por mujeres,la vocalista July Salazar, la bajista Carmen Rosa, la baterista Dahlia Odd y la guitarrista Sandra Proaño, el grupo tiene influencias de bandas como 7 Seconds, Youth of Today y BOLD. Además de seguir líneas de influencia veganas, feministas y straight edge progresivas.

## Historia
La banda fue creada en 2014 en Lima. Estuvo compuesta por July Salazar en la voz, Carmen Rosa en el bajo y apoyo de voz, Dahlia Odd en la batería y Sandra Proaño en la guitarra. Posteriormente ingresaría Tofita en la voz y Malena Malloy en la guitarra y apoyo en voz como reemplazo de July Salazar y Carmen Rosa.

## Discografía
Tomar Control tienen en su discografía álbumes de estudio como:
- En 2015 el 25 de octubre, lanzan el álbum digital Lo que llevamos dentro.[6][5]
- En 2019 el 27 de enero, sacaron el álbum digital Nunca más callar.[7][5]
- En 2023 el 16 de junio, lanzan el álbum digital Incendiaria.[8]

## Sencillos
Tomar Control lanzaron los siguientes sencillos:
- En 2018 el 25 de diciembre, lanzaron la pista digital Aquí sigo.[9]
- En 2019 el 28 de enero, sacaron la pista digital Soltar.[10][5]

## Colaboraciones
En 2015 el 25 de octubre se lanzó el álbum digital Raíces 2 - Tributo Fuerza de Voluntad que es un compilado como tributo a Fuerza de Voluntad, banda de hardcore, producido por Robert Ojeda, donde la banda Tomar Control participó en los coros del compilado.
En 2016 en el mes de marzo, lanzaron un Split en colaboración con Spirits, llamado Spirits - Tomar Control.

## Giras
En 2016 hicieron gira por Argentina y Chile.
En 2020, la banda realizó una gira por varios estados de México, entre los estados donde realizaron conciertos fueron Veracruz, Morelos, Ciudad de México, Morelia, Guadalajara y Querétaro.
En 2023, realizaron una gira por Europa, los países donde tocaron fueron Alemania, Francia, Países Bajos y Suiza.Durante los domingos 16 y 30 de julio.
En 2024, en el mes de octubre realizaron gira por Brasil, las ciudades que visitaron fueron, Sao Paulo, Santo André, Jundiai, Soracaba, Campinas, Divinópolis, Belo Horizonte, Río de Janeiro y Belord Roxo., dicha gira culminó el 23 de octubre.